# Nicanor (général de Ptolémée)
 (septembre 2017).
Si vous disposez d'ouvrages ou d'articles de référence ou si vous connaissez des sites web de qualité traitant du thème abordé ici, merci de compléter l'article en donnant les références utiles à sa vérifiabilité et en les liant à la section « Notes et références ».
Pour les articles homonymes, voir Nicanor.
Nicanor, général de Ptolémée, était un général et ami du Diadoque Ptolémée Ier Soter, à l'époque où celui-ci était satrape d'Égypte.
En cette année 321 av. J.-C., à la suite du Partage de Triparadisos, Ptolémée convoitait la Phénicie et la Cœlé-Syrie, alors sous l'autorité du satrape Laomédon de Mytilène, car il voulait se constituer une flotte puissante.
Il envoya alors Nicanor, avec une armée suffisante, prendre le contrôle des villes de ce pays. Ce dernier pénétra en Syrie, fit Laomédon prisonnier, et soumit l'ensemble de la région. Il soumit les villes phéniciennes et y installa des garnisons. Puis il retourna auprès de Ptolémée qui obtint ainsi toute la Syrie.

## Sources
Bibliothèque Historique de Diodore de Sicile : Livre XVIII, chapitre 43.